# Движение за социальный гуманизм
Движение за социальный гуманизм (болг. Движение за социален хуманизъм)  —  политическая партия в Болгарии (сокращённо ДСГ (болг. ДСХ)).
Участник коалиции Евролевица на парламентских выборах 1997 года.
Принимала активное участие в местных выборах 2007 года в составе коалиции Платформа Европейских социалистов, в которую входила также Болгарская социалистическая партия). Коалиция получила 414 786 голосов или 21,41% (второе место), отчего Болгарская социалистическая партия смогла провести в парламент 5 депутатов.